# مؤسسة رعاية أسر الشهداء والجرحى
مؤسسة رعاية أسر الشهداء والجرحى، هي إحدى مؤسسات منظمة التحريرالفلسطينية تاسست عام 1965، لترعى جميع أسر شهداء وجرحى الثورة الفلسطينية بشتى إنتماءاتهم، وتعمل على توفير إحتياجاتهم وضمان العيش الكريم لهم. وبعد توقيع اتفاقية أوسلو وتأسيس السلطة الوطنية الفلسطينية، تم إلحاق المؤسسة بوزارة الشؤون الإجتماعية كإدارة عامة، إلى أن تم فصلها عن الوزارة في العام 2005 كونها تتبع إداريا منظمة التحرير.

## الرعاية الاجتماعية الفلسطينية
أسس صندوق المجاهدين والشهداء في فلسطين عام 1965 باعتباره مؤسسة من مؤسسات منظمة التحرير الفلسطينية، وفق نظام داخلي وهيكل إداري يشمل التنظيم والموارد المالية وأنظمة تقدم لأسر الشهداء والجرحى الرعاية والخدمات الاجتماعية والتأمين الصحي، وقد توسعت أعمال هذه المؤسسة مع تزايد أعداد الشهداء الفلسطينيين من مقاتلين ومدنيين في مختلف ساحات النضال الفلسطيني. في عام 1971 استبدل بجمعية رعاية الشهداء والأسرى الفلسطينيين. شملت الرعاية أسر الفدائيين الفلسطينيين الذين استشهدوا في عمليات المقاومة أو توفوا وهم يخدمون في صفوف الثورة الفلسطينية، وشمل عمل المؤسسة أسر المدنيين من ضحايا الاعتداءات الإسرائيلية، وتولت دفع مخصصات مالية لأسرهم.
في عام 1969 أسست حركة فتح مؤسسة «صامد»، وهي مؤسسة اجتماعية إنتاجية فلسطينية، تهدف إلى تشغيل أبناء الشهداء وإعادة تأهيل معوقي الحرب، وقد ألحقت بداية بمؤسسة الشؤون الاجتماعية ورعاية أسر الشهداء التابعة لفتح، ثم انفصلت عنها عام 1970. وقد تولت صامد أيضا بعض مدفوعات الشهداء ووفرت فرص عمل في مخيمات اللاجئين الفلسطينيين في لبنان في السبعينيات.
يقدم الصندوق مخصصات شهرية لعائلات الشهداء الفلسطينيين تتراوح بين 800 و1000 دولار شهريًا. تتلقى عائلات الفلسطينيين المدانين الذين يقضون عقوبات في السجون الإسرائيلية 3000 دولار أو أكثر شهريًا.
صرح سلام فياض، رئيس الوزراء ووزير المالية الأسبق في السلطة الفلسطينية، أن الصندوق قد وزع بين كانون الثاني 1995 وحزيران 2002 حوالي 16 مليون شيكل إسرائيلي سنويا على أسر الشهداء، و88.5 مليون شيكل سنوياً بين حزيران 2002 وحزيران 2004.
في عام 2017، طالبت الجمعية الوطنية لأهالي الشهداء في فلسطين بزيادة تكاليف المعيشة في رواتبهم، والتي لم تتغير منذ عام 2011.
يصرف الصندوق مخصصا فرديا مقداره حوالي 100 دولار شهرياً على شكل نقود مقصف لكل فلسطيني مسجون لدى السلطات الإسرائيلية للاستخدام في مقصف السجن.

### صندوق الأسرى
بموجب قانون الأسرى الفلسطينيين رقم 19 (2004)، يحق للسجناء المحررين الذين أمضوا عاماً أو أكثر في السجون الإسرائيلية الحصول على تأمين صحي وتعليم مدرسي وجامعي ومهني معفي من الرسوم الدراسية، وفي حال توظيفهم تغطي السلطة الفلسطينية رسوم الضمان الاجتماعي ومعاشاته عن السنوات التي قضوها في السجن. كما يحق للأشخاص المسجونين الحصول على رواتب شهرية «مرتبطة بمؤشر تكلفة المعيشة». كما أعطت تعديلات 2013 الأفراد المفرج عنهم من السجن الأفضلية في الحصول على وظائف لدى السلطة الفلسطينية، وتنص على أن السلطة الفلسطينية «ستعوض الفارق» إذا كان راتب الخدمة المدنية «أقل من الراتب الذي يتقاضاه في السجن». كما يحق للإناث اللواتي سجنّ عامين في السجن والذكور الذين سجنوا 5 سنوات الحصول على مخصصات دائمة.

### مؤسسة رعاية أسر الشهداء
تكرس المؤسسة نفسها لمساعدة العرب الذين أصيبوا أو قُتلوا أو تأثروا نتيجة انضمامهم للثورة أو لوجود ثورة ضد إسرائيل وتعمل ضمن وزارة الشؤون الاجتماعية التابعة للسلطة الفلسطينية. في عام 2016، دعمت 35100 أسرة.

## ضغوط صهيونية وغربية
تعرضت السلطة الفلسطينية لهجمات متكررة وضغوط سياسية ومالية لوقف رعاية أسر الشهداء والأسرى الفلسطينيين الذي يعتبره الصهاينة «دفع مقابل القتل» و«تشجيعا للإرهاب».
يرفض البنك الدولي الاعتراف باجتماعية البرنامج، ويرى أنه «لا يستهدف الأسر الأكثر فقراً. في حين أنه ينبغي توجيه بعض المساعدة إلى هذه الفئة من السكان، فإن مستوى الموارد المخصصة لصندوق الشهداء والمصابين لا يبدو مبرراً من منظور الرعاية الاجتماعية أو المالية».
قد أدت الهجمات الصهيونية وضغوط الدول المانحة في عام 2010 (أو 2014)، إلى إجبار السلطة الفلسطينية على تحويل إدارة صندوق الشهداء إلى هيئة شؤون الأسرى والمحررين الفلسطينيين  التابعة لمنظمة التحرير الفلسطينية، التي تولت منذ ذلك الحين صرف التمويل للمستحقين وأسرهم. وتشترط عدة دول أوروبية عدم استخدام الأموال التي تقدمها إلى السلطة الفلسطينية في تمويل رعاية أسر الشهداء.
في عام 2016، دفعت السلطة الفلسطينية حوالي 303 مليون دولار أمريكي على صورة رواتب ومزايا أخرى لعائلات الشهداء.
في يوليو 2018 أوقفت أستراليا المساعدات المباشرة للسلطة الفلسطينية من خلال البنك الدولي بدعوى أن أموال الضرائب الأسترالية قد تساعد في تمويل الإرهاب.
في الولايات المتحدة الأمريكية تعرضت مؤسسات خيرية إسلامية مثل مؤسسة الأرض المقدسة للإغاثة والتنمية للملاحقة وتجميد الأموال والسجن لاتهامات بتمويل رعاية أسر الشهداء، الذي اعتبرته السلطات الأمريكية تمويلا للإرهاب.